# Sigrid Undset
Sigrid Undset (født 20. maj 1882 i Kalundborg, død 10. juni 1949) var en norsk forfatter, som modtog Nobelprisen i litteratur i 1928. Hun er først og fremmest kendt for sine middelalderromaner som Kristin Lavransdatter (udgivet 1920-1922), men ellers handler hendes bøger om fattige bykvinders tilværelse og om konflikterne for kvinder, som har brudt med traditionelle kønsrollemønstre.
Sigrid Undsets far var norsk og hendes mor dansk, og familien boede i flere perioder i Kalundborg, hvorfra moderen stammede. Da Sigrid var ganske lille, blev faderen alvorligt syg, og han døde, da Sigrid var 11 år gammel. Moderen søgte at holde et standsmæssigt hjem med tre mindre piger, skønt pengene var små. Sigrid Undset blev handelsuddannet og arbejdede på et kontor, hvilket hun hadede. I samme periode begyndte hun at skrive, og i 1907 fik hun udgivet Fru Marta Oulie. Efter endnu et par udgivelser kunne hun sige sin sekretærstilling op i 1909 og koncentrere sig fuldt om sit forfatterskab.
Hun rejste herefter til Rom, hvor hun trivedes i kunstnermiljøet, og hun mødte maleren Anders Svarstad, som hun forelskede sig i. Svarstad var gift, men blev snart efter skilt, og parret kunne nu blive gift. I mellemtiden havde Undset fået udgivet Jenny, som blev hendes gennembrud. Med udgivelsen af trilogien om Kristin Lavransdatter fik hun mulighed for at få en økonomisk hæderlig tilværelse. Et vigtigt punkt i hendes liv var konverteringen til katolicismen. I den forbindelse blev hun skilt fra Svarstad, der efter kirkens opfattelse stadig var gift med sin første hustru, men skilsmissen var ikke noget større offer for Undset, for de gensidige følelser var svundet noget hen gennem årene. Parret havde fået tre børn, som hun boede sammen med i Lillehammer i en årrække, og her koncentrerede Undset sig mest om sine skriverier.
Hun fik tildelt Nobelprisen som blot 46-årig, en af de yngste modtagere på det tidspunkt, og den kun tredje kvinde. Prisen sikrede hendes økonomi i en periode, men blandt andet på grund af hendes stærke modstand mod nazismen blev hendes bøger forbudt i Tyskland, og ved besættelsen af Norge måtte hun flygte til Sverige. Hendes svagelige datter Mosse og hendes mor var begge døde kort forinden, og hendes ældste søn Anders døde i kamp. Undset rejste så med sønnen Hans til USA, hvorfra hun fortsat talte mod nazismen. Efter krigen rejste hun hjem igen, og i 1947 modtog hun storkorset af St. Olavs Orden. Snart efter skrantede Undset, og hun døde i 1949 af nyrebetændelse.

## Opvækst
Sigrid Undset var datter af den norske arkæolog Ingvald Undset, der 29.juli 1881 giftede sig med Charlotte Gyth i Vor Frue Kirke i Kalundborg. De nygifte rejste til Rom, men vendte tilbage til Kalundborg, da han blev alvorligt syg. Her blev Sigrid Undset født i sin morfars hus ud mod Torvet, kaldt Gyth-gården. Her boede de stadig, da hendes søster Ragnhild blev født to år senere. Om Kalundborg skrev Undset senere: "Jeg elsker den lille stille by og bedstefars rolige gård med den lange facade, der ligger så fornemt tilbagetrukket i lindeskyggen og foran det lille torv, hvor græsset gror mellem brostenene."
I juli 1884 flyttede familien til Kristiania, nu Oslo. Her fik Undset lyse barndomsår i en villa i Lyder Sagensgate 10, hvor familien boede på første sal. I 1887 kom den yngste søster, Signe, til verden. Samme sommer udbrød der difteri i Kristiania, og de tre små piger og deres mor blev "evakueret" til Kalundborg.
I 1890 var faren blevet så medtaget af sygdommen, der brød ud i Rom (sandsynligvis multipel sclerose), at familien flyttede til den dystre Keysersgate 5, hvorfra han fik en kortere spadseretur til sit arbejde på universitetet. I august begyndte Sigrid Undset ved Ragna Nielsens skole i 3. klasse, hvor hun aldrig kom til at trives. I sin nobelpristale lagde Undset vægt på, hvordan fru Nielsens skole – ved at synes liberal og frisindet, men på sin vis være intolerant og ensrettet – gjorde hende til et menneske fyldt med "bundløs skepsis". Blandt de andre børn følte hun sig fremmed; første gang da hun som niårig på vej gennem parken pegede på kastanjen, der stod tynget af sne, og de andre piger benægtede, at man kan se forskel på træerne, når de har tabt bladene.
Sommeren 1892 tilbragte familien hos farens forældre i Trondheim. Sigrid Undset oplevede her sin første kontakt med sagatidens digtning, da hun læste Njals saga. Hun læste sagaer højt for sin far, da han lå på sit yderste. Han døde 3. december 1893. Morens familie så helst, at hun tog børnene til Kalundborg og lod dem vokse op der, men hun insisterede på at lade dem vokse op i deres fars hjemland med de økonomiske vanskeligheder, det medførte. Først to år efter sin mands død fik enkefru Undset indvilget en enkepension på 800 kroner om året, men 800 kroner fordelt på fem personer slog ikke til. Hun ville nemlig ikke undvære hushjælp, selv om det indebar, at hendes tre døtre blev snydt for en ordentlig uddannelse. Pensionen blev reduceret med 150 kroner for hvert barn, der fyldte 18 år. Det bekymrede aldrig enkefru Undset, at hendes tre piger havde måttet slide i det fra de var teenagere, fordi hun ikke ville undvære en hushjælp, og hun blev vred, hvis de som voksne serverede rester efter selskabsmad til middag for hende.
Sigrid Undset tog eksamen fra handelsgymnasiet i december 1898 og bidrog derefter til familiens forsørgelse ved sit arbejde på et kontor, der repræsenterede det tyske firma AEG. "Jeg er ved at krepere, bare jeg tænker på kontoret" med en månedsløn på fattige tredive kroner, skrev hun. Familien boede nu i Vibesgate 20, og Undset gik gennem Slotsparken på vej til sin arbejde i Stortingsgaten 4. Hun havde kunstnerdrømme og begyndte i 1900 at skrive på det ufuldførte manuskript om Svend Trøst, hvor motivet genkendes i Kristin Lavransdatter, hvor Svend Trøst er blevet til Erlend.

## Forfattervirksomhed
I 1901 flyttede familien til Pilestredet 49, så Undset kunne få sit eget værelse. Året efter opgav hun Svend Trøst og begyndte på Aage Nielssøn til Ulvholm, hvor motivet genkendes i den langt senere Olav Audunssøn. I 1903 flyttede familien til Eilert Sundtsgate 52, hvor hun ikke længere kunne have eget værelse. I 1905 sendte hun Aage Nielssøn til Ulvholm til Gyldendal forlag i København. Undset er selv kilde til anekdoten om, at Peter Nansen skulle have sagt til hende, at hun ikke egnede sig for at skrive historiske romaner: "Det kan De ikke." Nansen døde i 1918 og kunne ikke protestere. Men fra et brev, Undset skrev til lillesøsteren Signe dateret 31. juli 1905, ved vi, at Nansen i virkeligheden havde sendt hende "et pænt brev", hvor han skrev, at han ikke kunne tilråde udgivelse, men at han fandt "meget talent" med "partier af megen finhed og megen styrke" i hendes manuskript, og at det ville interessere ham at se hende "behandle et moderne emne". Afslutningsvis advarede han hende "mod forklædning – dvs. historie naturligvis".
I ren trods begyndte hun så på Fru Marta Oulie, hvor den første sætning er: "Jeg har været min mand utro." Den blev først forkastet, men lillesøster Signe kendte den populære forfatter Gunnar Heiberg og bad ham om at lægge et godt ord ind for bogen – hvad han også gjorde. Den udkom på Aschehoug forlag i oktober 1907, og med tiden blev Undset selve lokomotivet for Aschehoug, som Knut Hamsun var det for Gyldendal. I 1908 kom novellesamlingen Den lykkelige alder. Den handler om triste kvindeskæbner med sider fra Undset selv – Edele prøver at skyde sig, men overlever, efter at være kommet til kort i kærlighedsforhold, mens Charlotte, der prøver at slå igennem som forfatter, skyder sig og dør alene i Nordmarka. I 1909 udkom Fortællingen om Viga-Ljot og Vigdis. Med handlingen henlagt til sagatiden var bogen afgjort en hævn over Nansen – og begge hovedpersoner har ordet vig (norrønt for "drab") i navnet.
Undset var nu en etableret forfatterinde, og 1. maj 1909 sluttede hun som sekretær og rejste med et stipendium fra Henrichsens legat til Samsø, før hun fortsatte sydpå. I december ankom hun til Rom. På vejen havde den 27-årige kvinde aftalt at møde Victor, en gift mand på tres som hun var forelsket i, på Samsø, hvor hun havde lejet et værelse i flere uger på A. Syllings pensionat. Victor boede i København, og der kunne de af hensyn til hans kone kun ses hemmeligt. Gensynet med Victor blev en slem skuffelse, og hun var overvældet af fortvivlelse "over at leve og dog ikke leve, stå i en krog og se livet gå forbi, uden at få lov til at være med".
I Rom tøede hun op, omgivet af nye venner, der også levede kunstnerlivet. 1.juledag blev hun præsenteret for den norske kunstmaler Anders Castus Svarstad, som hun ironisk nok var blevet sammenlignet med i en artikel i Samtiden samme efterår. De blev snart kærester, selv om den tretten år ældre Svarstad havde kone og tre børn hjemme i Oslo. Undset løj til sin lillesøster Signe om, at "alle vidste", at han havde bedt om skilsmisse, længe før han mødte hende. Men vi ved fra brevene mellem Svarstad og hans første kone Ragna Moe, at han først bad om skilsmisse et års tid efter, at han havde mødt Undset.
I juni 1910 tog hun til Paris for at være sammen med ham, men i august måtte hun tilbage til Eilert Sundtsgate for at vikariere for sin lillesøster Signe på kontor. Men efteråret 1911 fik hun udgivet Jenny, der vakte skandale og blev hendes gennembrud som forfatter. Jenny er som hende selv rejst til Rom, men ender som forlovet med en mand, hun kun synes begrænset om. Efter bruddet står hun i forhold til hans far; den karikerede, lumre beskrivelse er måske en genoplevelse af Undsets forhold til Victor. Da deres barn dør, begår Jenny selvmord.

## Familieliv
I 1912 kunne Undset rejse sydpå igen med et nyt stipendium fra Henrichsens legat. Svarstad, der nu var en skilt mand, mødte hende i Antwerpen, hvor de blev viet på det norske konsulat 30.juni. Om sin nye status skrev Undset til en veninde: "Jeg kommer sgu aldrig til at føle mig som en rigtig frue, hvor meget folk så befruer mig – jeg synes, jeg hører sammen med de enlige frøkner uden lykke, eller med en illegitim og hjemløs lykke – og føler min nuværende, legitime lykke trods alt som et rov fra skæbnen og en anomali, jeg har kunnet gøre ud af mit liv, takket være en gunstigere skæbne og en mere robust fysik." At regnes blandt de "officielle, autoriserede fruer", som hun oplevede det i London, hvor parret havde slået sig ned i Hammersmith: "Uf ja, det var lidt disgusting." Hun følte ingen samhørighed med de vellykkede, og det er måske meget sigende, at hun samme efterår fik udgivet en bog med titlen Fattige skæbner. Den var efter anmeldernes mening en skildring af "åndeligt og legemligt forpjuskede eksistenser, der synes indhyllede i en os af mad og tobak og sengeluft".
Svarstad gav Undset den største kompliment, hun kunne tænke sig: "Der er ingen andre, jeg kan snakke fornuft med. Du er den eneste gode kammerat, jeg har haft." Og for hende var han "det smukkeste på Jord", men så havde alle hans gamle bekendte da også bemærket, hvor manden havde ændret sig i samværet med hende. Før havde han været indesluttet og mærket af sin tuberkulose; nu forsvandt hans øjne stadig oftere helt i et stort smil.
Det nygifte par kom til Rom før julen 1912 og fik de gamle tagkamre i via Frattina 138, som de nu slog sammen til én lejlighed. 24. januar 1913 fødte Undset sin søn – hun var gravid, da hun giftede sig. Hun ville kalde drengen Anders Castus Svarstad, som hans far hed, men italienske myndigheder godtog ikke "Anders", så foreløbig hed han "Andrea Castus Svarstad". Det var en stor, sund dreng, men vinteren var ualmindelig kold, og han trivedes ikke. Undset ville ikke give ham Nestlé spædbarnstilskud, som lægen tilrådede, men rejste i stedet hjem til Oslo med det syge barn i april. Her fik Anders det hurtigt bedre, og hun fandt en lejlighed på Ski syd for Oslo, hvor hun begyndte på romanen Våren. Her siger hovedpersonen Rose: "Vi kvinder bliver, hvad en mand gør ud af os". Våren udkom i 1914. En anmelder mente, at det var, som om en af hendes tidligere noveller havde ligget i blød og svulmet op og blevet tyk: "Indholdet er ikke blevet rigere af det – snarere mindre rigt, fordi så megen overflødig snak er kommet imellem." Samme år var Undset med foredraget "Hædre din far og din mor" den første kvinde på Studentersamfundets talerstol. Her understregede hun, at forældre har pligt til at leve, så de fortjener at hædres.
Knut Hamsun angreb i en artikel i 1915 en mor, der slap med otte måneders fængsel for at have dræbt sin nyfødte: "Hæng begge forældre! Rens dem ud!" Undset påpegede, at det var samfundets skævheder, der gjorde en enlig mors situation så desperat, at hun valgte at dræbe sit barn. Hamsun skrev om Undset: "At hun gider at sidde og skabe sig sådan!" Men han havde lyttet til hende. Da Markens grøde udkom nogle år senere, skrev Hamsun med sympati om Inger, der dræber sin nyfødte, der har arvet hendes hareskår, og han bruger Undsets argumenter til Ingers forsvar.
Selv ønskede Undset kun at føde sønner, fordi pigers lod var så meget sværere, og hun altid havde drømt om at kunne sige "mine sønner". Men 29. oktober 1915 fødte hun en datter, som fik navnet Maren Charlotte efter sin farmor og mormor, og kælenavnet Mosse. "Jeg holder af pigen, som hun er, og så har jeg så ondt af hende, fordi hun er pige," skrev hun. I foråret 1916 flyttede familien til en lejlighed på første sal i trævillaen i Sinsenveien 33 i Oslo, og om efteråret flyttede Svarstads tre børn fra hans første ægteskab ind hos dem – den trettenårige Ebba "holder jeg meget af, og hun af mig", den elleveårige Gunhild "har jeg aldrig kunnet komme overens med", og den otteårige Trond, "en del åndssvag og vil vist næppe nogensinde blive i stand til at hjælpe sig selv, men det vil eller kan hans far ikke indse." Samme efterår fik Mosse sine første smertefulde kramper. Efterhånden som hun voksede til, blev det åbenbart, at også hun var tilbagestående. Krampeanfaldene, der ikke var epilepsi, generede hende hele livet, og hun lærte kun at sige nogle få ord.
Sigrid Undset udgav i 1917 novellesamlingen Splinten af troldspejlet (titlen henviser til H.C. Andersens eventyr Snedronningen). I novellen om fru Hjelde hedder det, at "der er følelser, der ikke har nogen værdi mere, hvis man har delt dem med mere end et eneste menneske i verden." Året efter kom flere noveller, De kloge jomfruer. I 1919 var Undset gravid igen, og da familien var sagt op fra boligen på Sinsen, købte de på Svarstads initiativ et hus i bydelen Kampen. Undset flyttede ikke ind, men rejste i stedet med sine to børn til Lillehammer, hvor hun tog ind på hotel. Hun ville ikke længere tage ansvaret for sin mands børn af første ægteskab: "Jeg vil ikke, jeg vil ikke forsømme mine unger og mit arbejde for de tres skyld mere." Hun var overlykkelig, da hun fik lejet et femværelsers tømmerhus, hvor hun flyttede ind lige i tide til, at sønnen Hans blev født der 27. august 1919. Senere fortalte hun, hvor slem den tid havde været, da hun erkendte sit ægteskabs totale forlis, og at hun blev alene med tre børn: "Da jeg rejste til Lillehammer et par måneder før Hans blev født, var det for at bjerge livet," og at hun kunne dø under fødslen, "så der var ikke tale om at forkæle mine unger dengang. Pigen måtte jeg slå, hvor hårdt det end var, til renlighed og alt, hvad der forhindrede, at hun sank ned i ren dyriskhed. Anders måtte jeg tugte til gode manerer, hvis han skulle miste mig og komme ud mellem fremmede. Hvor hårdt det var, ved kun Vorherre."

## Kristin Lavransdatter-trilogien
Sigrid Undset fik fornyet lejekontrakten på Lillehammer med et år og kaldte for sjov sit hjem Bjerkebæk, der på dansk betegnede en overmåde patriotisk nordmand. Første bind om Kristin Lavransdatter, Kransen, blev en sensation og årets julebog i 1920. Året efter kom andet bind, Husfrue, og hun købte Bjerkebæk og udbedrede ejendommen. I 1922 blev hun tilkendt fast digterløn fra staten. Samme efterår tog hun til Oslo med tredje og sidste bind om Kristin, Korset. Mosse var med. Aftenen forinden havde pigen fået kogende vand over sig, og Undset var fortvivlet over uheldet og vurderede at sende hende bort. Men da Undset nu havde råd til betalt omsorg for datteren, beholdt hun pigen hjemme.
Om trilogien fortalte Undset: "Jeg kom til at give Simon Darre en bredere plads, fordi jeg forelskede mig i ham mens jeg skrev." Om hans død: "Jeg stod op en nat og skrev det kapitel og rørte aldrig senerehen et komma i det. Og det er det, jeg selv bedst kan lide i bogen." Om sit øvrige forfatterskab: "Ingen kan blive for mig, hvad Kristin var." Hun måtte gentagne gange forklare, at Kristins synd ikke er det førægteskabelige forhold til Erlend, for den sag gik i orden, da de giftede sig. Kristins synd er hendes svig mod sin far og æt, samt hendes hovmod. Om Erlend sagde Undset altid, at han var "et asen, men et forbandet sympatisk asen". Til en Erlend-beundrer skrev hun dog kontant som svar at Erlend er "en skurk", men søsteren Signe drillede hende med, at Erlend måtte være, som Undset havde set Svarstad i et lyst øjeblik. I sin anmeldelse af Husfrue havde J.C.Hambro foreslået Undset til Nobelprisen, men der var forargede danske presseopslag om Kristin Lavransdatter som "umoralsk, sanselig og nedbrydende", den "fremkalder kun urene Fantasibilleder i mange ungdommelige Sind," mente P. Lauritzen, og slutscenen, hvor Kristins mor røber sin utroskab mod manden, beskrev han som "en af de grimmeste i nordisk Litteratur". Den svenske anmelder Marika Stjernstedt skrev: "Kvindens mangler, hendes svaghed indtil sjaskethed når det gælder kønslivet, går gennem hele Sigrid Undsets forfatterskab." Men Undset glemte aldrig de ti år, hun havde henslavet på et kontor, og viste stor forståelse for de kvinder, der så som eneste udvej et ægteskab med "en kontorchef med mave både foran og bag".
I begyndelsen stillede Undset sig afvisende til en filmatisering af Kristin-bøgerne, men blev overtalt efter krigen. Hun ønskede sig Ingrid Bergman som Kristin og Clark Gable som Erlend, men det lykkedes ikke filmproducenten Guggenheim at få finansieret projektet. Bergman havde store forventninger til rollen. Først i 1995 kom Liv Ullmanns filmatisering.

## Skilsmissen
Som ung pige mente Undset, at kvinder blev dumme af at være gift, "eller de stemmer deres fordringer til livet, deres mand og sig selv så langt ned, at de næppe kan regnes for mennesker, eller bliver uforstående, ufine, rå eller ulykkelige". Som nygift mente hun, at kvinden skulle være sin mand underdanig: "For de ord, de handler om naturens egen legitimitet af ægteskabet, at en kvinde skal gifte sig med den mand, hun kan kalde sin herre." Men om sit ægteskab med Svarstad erkendte hun, at det havde været forkert af hende at prakke ham "et velordnet, borgerligt hjem" på. Hun sagde: "Jeg holdt usigeligt af ham engang – på en meget egoistisk måde, for jeg elskede ham egentlig ikke som det han var, men som det, jeg havde indbildt mig, at han var, og jeg tror egentlig, at virkeligt had og uforsonlighed har jeg kun følt mod ham i de år, da vi levede sammen, og jeg uafladeligt forlangte, at han skulle tilpasse sig til at sidde på det alter, jeg have indrettet til kultus for ham." Hun syntes, han havde "et talent for at gøre andre og sig selv ulykkelige, og at gøre venner og beundrere til sine fjender."
For at blive optaget i den katolske kirke, måtte Undset opløse sit ægteskab, da Svarstad efter katolske begreber stadig var gift med sin første kone. Om sin skilsmisse sagde Undset: "Ja, det ville være en usandhed at fremstille det som noget offer." Men Svarstad, der havde lidt store kvaler overfor sin første kone, da han giftede sig med Undset, tog det tungt at få sit andet ægteskab annulleret. Han så kun sjældent sine børn. En gang tog Undset lille Hans med til Oslo, så han fik hilst på sin far. De kom op til en mand i en hvid frakke. Manden malede og skændtes med Undset. Bagefter spurgte Hans hende, hvorfor de var gået til tandlægen, når de skulle til hans far? "Den idiot i frakke er din far," svarede hans mor.

## Katolicismen
Hun konverterede til den katolske kirke i 1924. Det var et drastisk skridt; Karl Eskeland, der konverterede året efter, måtte af den grund opgive sin stilling som rektor ved folkehøjskolen på Voss. Stortinget afslog i 1925 igen at fjerne grundlovsparagrafen, der nægtede jesuitter adgang til Norge. At en berømthed som Undset gik over til katolicismen, var en sådan triumf både for Rom og hendes trosfæller, at italienske aviser skrev om La riconquista cattolica Norvegia (= Den katolske generobring af Norge) på forsiden, som Undset fik tilsendt og gemte sammen med sine egne udklip om protestanter, der havde blameret sig, fx den danske præst, der blev idømt tre måneders fængsel for "krænkelse af blufærdigheden overfor en barnepige i præstens hjem og for forførelse til utérlige forhold af en konfirmandinde". Om sin omvendelse udtalte hun i interview: "Jeg har tvivlet på alt, man tvivler så langt ned, at man til slut finder noget, som det i hvert fald er umagen værdt at overveje. Jeg godtog et kompleks af dogmer. Det har intet med følelse at gøre, jeg har altid haft mistillid til folk, der taler om religiøs følelse! Man accepterer åbenbaringen som den katolske kirke sætter ind med en forvalter – selv om man ikke altid har sådan en rasende lyst til at tro, men man tror, fordi man er overbevist."
Særlig from blev Undset aldrig. Da hun blev formanet om at bande mindre, fordi hendes skytsengel noterede alt, hvad hun sagde, svarede Undset sin skriftefar: "Så må vi håbe, englen kan stenografere." Hun blev tertiær-nonne i dominikanerordenen under navnet Olave, da Olav den hellige havde hendes særlige bevågenhed. I 1927 sendte hun Hans, der kun var syv et halvt år, hjemmefra til den katolske klosterskole i Oslo. Tidligere havde Undset skrevet, at der ingen undskyldning findes for en mor, der lever i gode kår og alligevel overlader sit barn til andre. Men nu skaffede hun sin yngste søn katolsk skolegang og sig selv arbejdsro. Først efter krigen så hun ud til at forstå, at Hans aldrig tilgav hende, at hun sendte ham hjemmefra så tidligt. Hun er kendt for sit citat: "Moderskabet er livet"; men omgivelserne var chokerede over hendes barske afvisning af børnene. Hans kunne komme løbende ind for at spørge om noget; moren så kort op, knaldede ham en øretæve og fortsatte med sit, mens hendes teenagersøn trak sig baglæns ud. Som han sagde om Bjerkebæk: "Tænk, at her bor mennesker!"

## Nobelprisen
Tirsdag 13. november 1928 fik Sigrid Undset at vide, at hun havde fået Nobelprisen i litteratur. Kun to kvinder havde fået den før hende: (Selma Lagerlöf og Grazia Deledda), og kun Rudyard Kipling havde været yngre som prisvinder end hun. Svarstad var på besøg og spurgte: "Er der noget sherry i huset?" Prisen var på svimlende 156.000 kroner. Nu fik hun oprettet "Maren Charlottes Undset Svarstads legat" til støtte for dem, der ville have sit tilbagestående barn boende hjemme, og et legat, der gik til katolsk skolegang for børn fra ubemidlede familier. Hun udtalte senere, at hun nu følte sig sikker på at Månen var ubeboet, for den var det eneste sted, hun ikke havde fået tiggerbreve fra. Men Nobelprisen havde sikret hendes økonomi. Da Oskar Braaten klagede over, at Sovjetunionen ikke lod hans honorarer komme til udbetaling, trøstede Undset ham med, at hendes forlag i Ungarn havde tilbudt at sende hende honoraret i form af en hest. Porcelænsfabrikken i Porsgrunn havde udformet et vægfad med Undsets portræt. Hun fik tilsendt en prototype, men udbrød ved synet: "Nej, jeg nægter at blive serveret i brun sovs!" Fadene blev derfor aldrig sat i produktion.
Undset tog stærk afstand fra nazismen og kom på den sorte liste i Tyskland fra 1933. Da hun tog til orde til fordel for Ossietzky, blev hendes bøger forbudt i Tyskland, hvad der forværrede hendes økonomi, der var gået i minus siden 1934 pga. de mange, hun støttede økonomisk i den svære tid. I 1929 havde hun udgivet Gymnadenia og året efter Den brændende busk, der begge handler om Paul Selmer og hans vej til katolicismen. I 1932 kom Ida Elisabeth, hvor hendes egne erfaringer afspejles i sætningen om at det "var næsten værre end selvmord", at have stedbørn. I 1934 kom Elleve år, en mærkeligt levende skildring af Undsets første elleve år, til farens død. Her kalder hun sig Ingvild til ære for sin far Ingvald. I 1936 kom Den trofaste hustru, måske hendes mest underholdende bog.

## Anden verdenskrig
I januar 1939 sov Mosse stille ind hjemme på Bjerkebæk. I august døde enkefru Undset, få dage før anden verdenskrig brød ud. I november udkom Sigrid Undsets roman Madame Dorthea, med handling fra 1700-tallet og tænkt som første bind i en serie. 9.april 1940 kom den tyske invasion, og 20.april måtte Undset, der kækt havde talt nazismen imod, flygte til Stockholm, hvor hendes veninde, den svenske forfatter Alice Lyttkens, kunne fortælle, at sønnen Anders var faldet i kamp. Sammen med sit eneste levende barn, den tyveårige Hans, rejste Undset til USA via Moskva, Vladivostok og Japan. Hun fandt en lejlighed i Brooklyn, mens Hans studerede ved Harvard.
Efter mordet den 4. januar 1944 på Kaj Munk bragte De frie Danske udtalelser fra flere indflydelsesrige skandinaver, herunder fra Undset.
Den amerikanske reporter Leland Stowe havde fået Pulitzer-prisen og høstet megen opmærksomhed, da han fejlagtigt fremstillede det, som om nordmændene 9. april havde overgivet sig uden kamp, og passivt sluttet op om Quisling. Med foredrag og turnéer gjorde Undset, der selv havde mistet en søn i kampene, en formidabel indsats for at få sandheden frem. Hun måtte dog til talelærer, da hun talte dårligt engelsk, fx udtalte hun konsekvent ordet democracy (demokrati) som "demo-crazy" (demokraskør).

## Sidste år
Efter freden fik hun skibsplads til Oslo og ankom til Bjerkebæk 8.august 1945. Stedet var raseret af Gestapo, der havde haft tyskertøser og deres børn installeret der. Hverken hun eller sønnen Hans kunne trives på stedet, og Hamar kommune lovede at finde en passende byggegrund til hende. I Hamar er der en katolsk kirke, så hun nemmere kunne gå til messe.
7.juli 1947 modtog Undset udmærkelsen storkorset af St.Olav. Men hendes helbred skrantede, og da hun i maj 1948 havde genset Kalundborg, fik hun et sammenbrud, der først blev tolket som en hjernesvulst, men efter nøje undersøgelser viste sig at være psykisk. Hendes familie voldte hende mange bekymringer: steddatteren Ebba, der var midt i fyrrerne og havde ladt sig overtale til at blive katolik, blev forsørget af Undset, men talte nu om en læreruddannelse. Som 27-årig havde Hans ikke andet end universitetets forberedende prøver. Svarstad døde i 1943, og sønnen holdt til i hans atelier i Gabels gate 7, hvor han til sin mors skuffelse omgikkes nazister som Hamsuns søn, maleren Tore, og var kæreste med Christianne Neraas, der havde arbejdet i nazi-partiets propagandaafdeling. Nogle måneder før Undsets død kom Hans hjem med en vidtløftig plan om at blive sin mors filmmanager i USA. Til hendes fortvivlelse forsvandt han i raseri, da hun hellere ville høre om hans uddannelse, og de sås aldrig mere.
I begyndelsen af juni 1949 blev hun så dårlig af nyrebetændelse, at hun blev indlagt på Lillehammer sygehus. Her livede hun op, men næste morgen blev hun fundet livløs ved siden af sengen. Uden den sidste olie havde hun forladt denne verden. Hun havde ønsket sig et langt sygeleje, "så jeg får tid til at angre alle mine synder", men sådan blev det ikke, ligesom hun heller ikke fik opfyldt sit ønske om at tilbringe sine ældre dage omgivet af børn og børnebørn. Hans giftede sig med Neraas i 1951, de blev skilt og fortsatte som samboer, og efter Hans' død overtog hun Bjerkebæk. Efter Undsets kamp mod nazismen, tilfaldt hendes kære ejendom netop en nazist, og da Christianne Neraas døde i 1996, var det hendes to niecer, der arvede Bjerkebæk, som nu tilhører Lillehammers friluftsmuseum Maihaugen, og er åbent for publikum om sommeren. Den familiekære Sigrid Undset fik ingen efterkommere, men en asteroide blev i 2002 opkaldt efter hende.

### Posthume udgivelser
- 1951: Caterina av Siena (hagiografi)
- 1952: Artikler og taler fra krigstiden (essays)
- 1955: Sigurd og hans tapre venner (roman)
- 1957: Sten Steensen Blicher (kulturhistorie)
- 1968: I grålysningen (roman) (skrevet 1911)
- 1972: Østenfor sol og vestenfor måne (børnebog) (skrevet 1927)
- 1973: Prinsessene i Berget det blå (børnebog) (skrevet 1928)
- 1979: Kjære Dea (breve)
- 1992: Fred på jorden (noveller)

## Gengivelser af Sigrid Undset
Sigrid Undset er gengivet af Harald Slott-Møller, olie på lærred, 93x105 cm, i udskåret og forgyldt ramme 8 cm bred og forneden 15 cm bred. I Kalundborg er opsat en statue af Undset i 1982, som er udført af Hanne Varming.

## Hæder
- Undset vandt Nobelprisen i litteratur i 1928, nomineret af Helga Eng[71]
- Et bjerg på månen, Mons Undset, er uofficielt opkaldt efter hende.[72]
- Et krater på planeten Venus er opkaldt efter hende[73]
- Undset var fra 1982 afbilledet på den norske 500-kroners-seddel.[74]